# Montpellier Business School
Montpellier Business School o MBS (in precedenza Groupe Sup de Co Montpellier) è una business school fondata a Montpellier nel 1897. Rientra nel 5% delle business school con triplo accreditamento AACSB, EQUIS e AMBA.

## Laureato famoso
- Éric Besson (MBS 1979), un politico francese[2]